# Pinos
Pinos là một đô thị thuộc bang Zacatecas, México. Năm 2005, dân số của đô thị này là 66174 người.